# اسب تورین
اسب تورین (به مجاری: A torinói ló) فیلمی سیاه‌وسفید در ژانر درام به کارگردانی بلا تار و همسرش اَگنِش هرانیتسکی محصول سال ۲۰۱۱ مجارستان است. در این فیلم یانوش درژی، اریکا بوک و میهای کورموش به ایفای نقش پرداخته‌اند و نویسندگی آن را بلا تار و همکار قدیمی‌اش لاسلو کراسناهورکایی انجام داده‌اند و با ۳۰ برداشت بلند توسط فرد کلمن فیلم‌برداری شده‌است. اسب تورین نخستین بار در شصت و یکمین جشنوارهٔ بین‌المللی فیلم برلین به نمایش درآمد و جایزه هیئت داوران و خرس نقره‌ای برای بهترین کارگردان را دریافت کرد. اسب تورین منجر به تحسین همگانی منتقدان شده‌است.

## طرح داستان
اسب تورین که زندگی روزمرهٔ صاحب اسب و دخترش را شرح می‌دهد، در واقع یادآور شلاق خوردن اسبی در شهر تورین است که باعث فروپاشی ذهنی فردریش نیچه فیلسوف آلمانی شد.

## بازیگران
- یانوش درژی در نقش مهتر
- اریکا بوک در نقش دختر مهتر
- میهای کورموس در نقش برنهارد همسایه
- میهای رادای در نقش راوی

## تولید
فیلم تولیدی بین‌المللی به سرپرستی کارگاه فیلم تی‌تی (به مجاری: T. T. Filmműhely) بود که تار اعلان کرد آخرین فیلم او پس از چند بار تعویق است. علت به تعویق افتادن انتشار فیلم، انتقاد او از قوانین دولت مجارستان در یک مصاحبه بود.